# Acanthaspidia pleuronotus
Acanthaspidia pleuronotus är en kräftdjursart som först beskrevs av Menzies och Schultz 1967.  Acanthaspidia pleuronotus ingår i släktet Acanthaspidia och familjen Acanthaspidiidae. Inga underarter finns listade i Catalogue of Life.